# 탄소 양이온

tert-뷰틸 양이온은 비교적 안정한 카베늄 이온이다.

탄소 양이온(영어: carbocation)은 양전하를 띠는 탄소 원자를 갖는 이온에 대한 일반적인 용어이다. 현재 국제 순수·응용 화학 연합에서 내린 정의에 따르면, 탄소 양이온은 탄소 원자에 상당한 부분 양전하를 갖는 모든 짝수 전자 양이온이다. 이들은 하전된 탄소의 배위수에 따라 두 가지 주요 범주로 더 분류된다. 카베늄 이온에서는 3개, 카보늄 이온에서는 5개이다. 가장 간단한 탄소 양이온으로는 메테늄 CH+
3(카베늄 이온), 메타늄 CH+
5(카보늄 이온), 아실륨 이온 RCO+
, 비닐 양이온 C
2H+
3이 있다.
1970년대 초까지 탄소 양이온은 카보늄 이온이라고 불렸다. 이 명명법은 조지 앤드루 올라에 의해 제안되었다. 올라가 원래 정의한 카보늄 이온은 세 중심 두 전자 결합의 비편재화된 결합 방식을 특징으로 하며, 본질적으로 브리징 C-C 또는 C-H σ 결합을 포함하는 탄소 양이온인 소위 '비고전적 탄소 양이온'과 동의어이다. 그러나 다른 사람들은 '카보늄 이온'이라는 용어를 형식적으로 양성자화되거나 알킬화된 알칸(CR+
5, R은 H 또는 알킬)을 지칭하는 데 더 좁게 정의하며, 2-노보닐 양이온과 같은 비고전적 탄소 양이온은 제외한다.

## 정의
국제 순수·응용 화학 연합에 따르면 탄소 양이온은 짝수개의 전자를 포함하고 양전하의 상당 부분이 탄소 원자에 존재하는 모든 양이온이다. 올라와 공동 연구자들이 5배위 탄소 양이온을 관찰하기 전까지 탄소 양이온과 카보늄 이온은 상호 교환적으로 사용되었다. 올라가 카보늄 이온을 어떤 종류의 세 중심 두 전자 결합을 특징으로 하는 탄소 양이온으로 재정의하고, 카베늄 이온은 3배위 양성 탄소를 갖는 두 중심 두 전자 결합만을 포함하는 탄소 양이온을 지칭하기 위해 새로 만들어졌다. 이후 다른 사람들은 카보늄 이온이라는 용어를 다른 주요 그룹의 오늄 화합물과 유사하게 (적어도 형식적으로는) 알칸에 대한 H+ 또는 R+의 친전자성 공격으로부터 유도된 종을 지칭하는 데 더 좁게 사용했으며, 어떤 종류의 세 중심 결합을 포함하는 탄소 양이온은 비고전적 탄소 양이온으로 지칭되었다. 이 용법에서 2-노보닐 양이온은 알칸이 아닌 알켄(노보렌)의 양성자화로부터 형식적으로 유도되므로 카보늄 이온이 아니지만, 브리징 구조 때문에 비고전적 탄소 양이온이다. IUPAC는 카보늄 이온의 세 가지 상이한 정의를 인정하고 이 용어의 사용에 주의할 것을 촉구한다. 이 문서의 나머지 부분에서는 카보늄 이온이라는 용어를 후자의 제한된 의미로 사용하며, 비고전적 탄소 양이온은 브리징에 의해 비편재화된 C-C 및 C-H σ 결합을 갖는 모든 탄소 양이온을 지칭하는 데 사용될 것이다.

## 구조와 속성

### 카보늄 이온

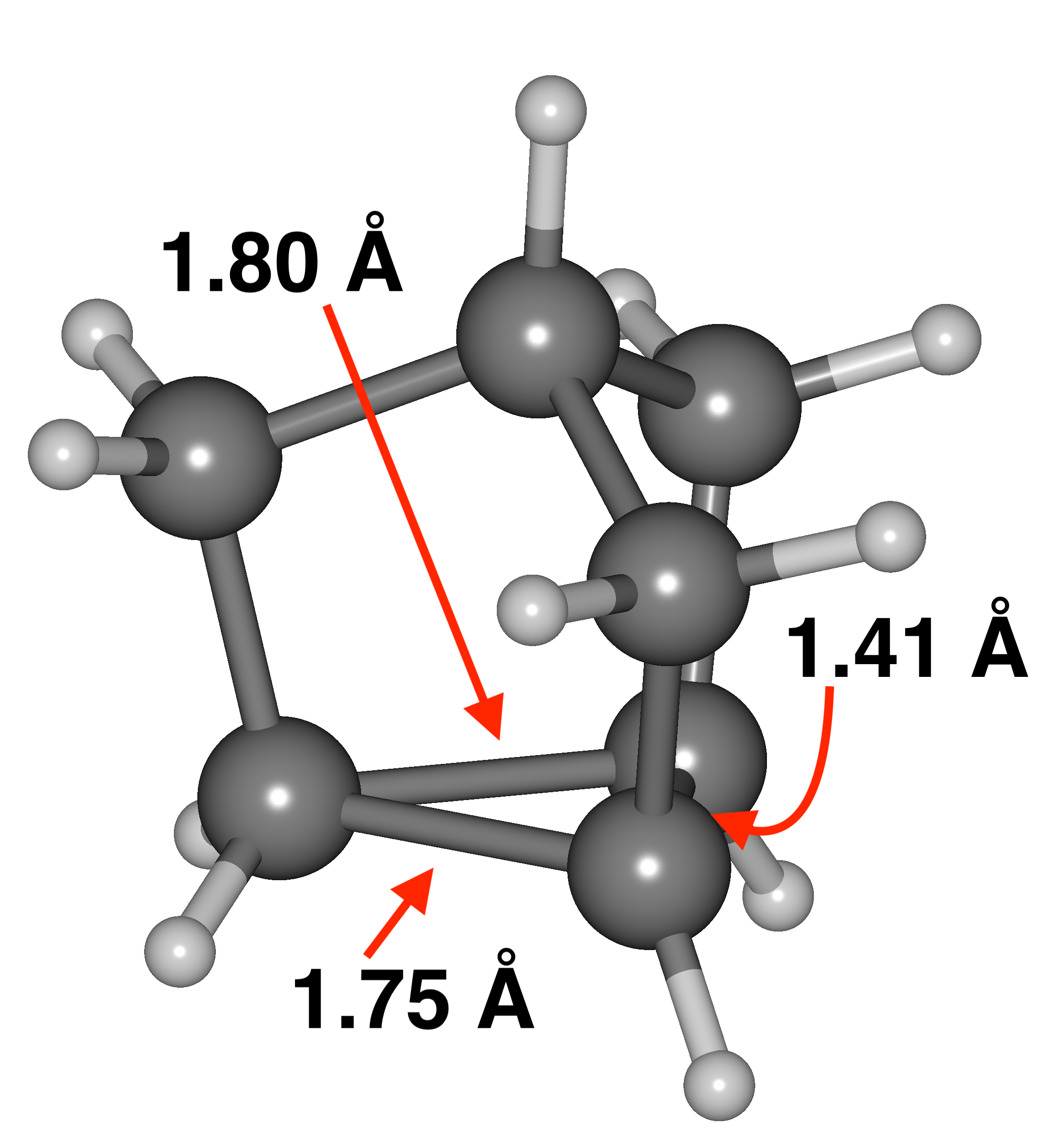
2-노보닐 비고전적 카베늄 이온의 구조. 모든 다른 C-C 결합 길이는 정상(약 1.5 Å)이다.

카보늄 이온은 양성자화되거나 알킬화된 알칸으로 생각할 수 있으며, 일반적인 공식 CR5+(R = 알킬 또는 H)를 갖는다. 전형적인 예는 메타늄 이온, CH5+로, 초강산을 사용하여 메탄의 양성자화에 의해 형성된다. 탄소에 5개의 결합이 있지만 결합에 사용할 수 있는 4쌍의 원자가 전자만 있으므로, 이들은 비편재화된 3c-2e σ 결합을 특징으로 하며 따라서 비고전적 탄소 양이온의 한 유형으로 간주된다. 카베늄 이온과 마찬가지로 카보늄 이온은 정제 공정에서 탄화수소 업그레이드의 중간체로 자주 언급된다. 이들은 일반적으로 플럭셔널 분자 구조를 가진 순간적인 중간체이며, 분광학적으로 관찰하고 해석하기 어렵다. 이들은 양성자 또는 알킬 그룹을 방출하거나 H2를 잃어 카베늄 이온을 형성함으로써 분해될 수 있다.

### 카베늄 이온
적어도 형식적인 의미에서 카베늄 이온(CR3+)은 카벤 또는 알켄의 양성자화(H+
 첨가) 또는 알킬화(R+
 첨가)로부터 유도된다. 이들은 하나의 탄소 원자가 형식적인 양전하를 띠고 옥텟 규칙의 원자가 전자 8개가 아닌 6개로 둘러싸인 공명 표현을 허용한다. 따라서 카베늄 이온(그리고 일반적으로 탄소 양이온)은 종종 반응성이 강하여 원자가 옥텟을 채우고 중성 전하를 회복하려고 한다.
원자가 껍질 전자쌍 반발 이론 및 벤트의 규칙에 따라 기하학적으로 피라미드형으로 제한되지 않는 한(예: 1-아다만틸 양이온), 카베늄 이온의 3배위 탄소는 일반적으로 삼각 평면형이며 sp2 혼성화되어 있다. 가장 낮은 비점유 분자 오비탈은 평면 밖을 향하는 빈 순수 p 오비탈이다. 전형적인 예는 t-뷰틸 양이온, CMe+
3이다. 고전적인 카베늄 이온은 비브리징 루이스 구조에 해당하는 구조를 갖지만, 초공액으로 알려진 이웃하는 C-H 또는 C-C 결합으로부터 "빈" p 오비탈로 전자 밀도가 기여하는 것이 여전히 중요한 안정화 인자이며, 이러한 결합은 오비탈 겹침을 개선하기 위해 카보늄 중심을 향해 "기울어지는" 경향이 있음에 유의하는 것이 중요하다.
실제로, 초공액으로 인한 약간의 기울기부터 3c2e 결합을 특징으로 하는 완전히 대칭적인 브리징 구조까지 결합 시나리오의 전체 스펙트럼이 존재한다. 결과적으로 "고전적" 구조와 소위 "비고전적" 구조 사이에는 명확한 구분선이 없다. 

#### 비고전적 카베늄 이온
비고전적 카베늄 이온은 결합에 σ 비편재화(3c2e 결합)를 특징으로 하지만 일반적인 공식 CR3+(R = 알킬 또는 H)을 갖는다. 따라서 원칙적으로 이러한 양이온에 대한 비브리징, 고전적 구조와 브리징된 비고전적 구조를 제안할 수 있다. 비고전적 카베늄 이온의 예상되는 거동과 빠르게 평형을 이루는 두 개의 고전적 구조의 대체 가설 사이의 미묘한 차이 때문에 각 모델의 장점에 대해 수십 년 동안 활발하고 종종 신랄한 논쟁이 벌어졌다. 이 논쟁의 상세한 역사는 2-노보닐 양이온에 대한 문서를 참조하라. 현재, 적어도 일부 경우(특히 극도로 잘 연구된 2-노보닐 양이온)에는 카베늄 이온의 평형 구조가 비고전적이라는 압도적인 증거가 있지만, 구조의 약간의 변화도 고전적 구조가 선호되도록 할 수 있다.

## 역사
탄소 양이온의 역사는 1891년 G. 멀링이 트로필리덴(사이클로헥사트리엔)에 브로민을 첨가한 후 생성물을 가열하여 결정성, 수용성 물질 C
7H
7Br을 얻었다고 보고했을 때로 거슬러 올라간다. 그는 그것에 대한 구조를 제안하지 않았지만, 되링과 녹스는 그것이 트로필륨(사이클로헵타트리에닐륨) 브로민화물임을 설득력 있게 보여주었다. 이 이온은 휘켈 규칙에 의해 방향족으로 예측된다.
1902년 노리스와 케흐르만은 독립적으로 무색의 트리페닐메탄올이 진한 황산에 녹으면 짙은 노란색 용액이 된다는 것을 발견했다. 트리페닐메틸 클로라이드도 유사하게 염화 알루미늄과 염화 주석으로 처리하면 주황색 복합체를 형성했다. 1902년 아돌프 폰 바이어는 형성된 화합물의 염과 같은 특성을 인식했다. 그는 색과 염 형성 사이의 관계를 할로크로미라고 명명했으며, 말라카이트 그린이 대표적인 예이다. 아래에 표시된 트리페닐카베늄 양이온은 실제로 안정적인 탄소 양이온 시스템이며, 예를 들어 트리틸 헥사플루오로포스페이트 형태이다.
탄소 양이온은 많은 유기 반응에서 반응 중간체이다. 1899년 율리우스 슈티글리츠가 처음 제안한 이 아이디어는 1922년 한스 메어바인이 바그너-메어바인 자리옮김에 대한 연구에서 더 발전시켰다. 탄소 양이온은 SN1 반응, 제거 반응, 그리고 휘트모어 1,2 이동과 같은 재배열 반응에서도 관련이 있는 것으로 밝혀졌다. 화학계는 탄소 양이온의 개념을 받아들이기를 꺼려했으며, 오랫동안 미국 화학회지는 탄소 양이온을 언급하는 기사를 거부했다.
탄소 양이온의 핵자기 공명 스펙트럼은 1958년 되링 등이 처음 보고했다. 이는 헥사메틸벤젠을 염화 메틸과 염화 알루미늄으로 처리하여 만든 헵타메틸아레늄 이온이었다. 안정적인 7-노보나디에닐 양이온은 1960년 스토리 등이 노보나다이엔 염화물을 −80 °C의 이산화 황에 테트라플루오로보레이트 은과 반응시켜 제조했다. NMR 스펙트럼은 이것이 비고전적으로 브리징되어 있음을 확인했다(관찰된 최초의 안정적인 비고전적 이온).
1962년 조지 앤드류 올라는 매직산에 tert-뷰틸 플루오라이드를 녹여 안정적인 종으로 tert-뷰틸 탄소 양이온을 핵자기 공명으로 직접 관찰했다. 노보닐 양이온의 NMR 스펙트럼은 슐레이어 등이 보고했다. 이것은 양성자 혼합을 빠르게 겪는 것으로 나타났다.

## 같이 보기
- 아르밀레늄
- 탄소 음이온
- 카벤
- 옥소카베늄